# Kancsendzönga
A Kancsendzönga (régebbi alakváltozat: Kancsindsanga, angol nyelvterületen: Kangchenjunga, nepáli nyelven: कञ्चनजङ्घा) a Föld harmadik legmagasabb hegye a Himalájában. 8586 méteres tengerszint feletti magasságát csak a Csomolungma és a K2 múlja felül. Nepál és India határán fekszik; előbbinek a második, utóbbinak a legmagasabb hegycsúcsa. A Kancsendzönga csoportja öt hegycsúcsból áll.

## Földrajz

### Domborzat

A Kancsendzönga 3D-s modellje

A Kancsendzönga csoportja öt hegycsúcsból áll, melyből négy a 8450 m tszf. magasságot is meghaladja. Ezek közül három (fő, központi és déli) India Szikkim szövetségi tartománya és a nepáli Taplejung körzet határán áll, míg a másik kettő teljes egészében Nepálban, a Taplejung körzet északkeleti részében található.
A Kancsendzönga öt csúcsa a következő:
| Hegycsúcs                           | Magasság (m) |
| ----------------------------------- | ------------ |
| Kancsendzönga (fő)                  | 8586         |
| Kancsendzönga (nyugat, Yalung Kang) | 8505         |
| Kancsendzönga (központi)            | 8482         |
| Kancsendzönga (dél)                 | 8494         |
| Kangbachen                          | 7903         |

A Kancsendzönga hatalmas masszívumát szinte megtámasztják a nagy hegyvonulatok, melyek keletről nyugatra, valamint északról délre futnak, mintegy óriás „X”-et formázva. Ezek a hegyvonulatok temérdek csúcsot tartalmaznak 6–8000 m között. A Szikkimben lévő keleti hegyvonulaton található a Siniolchu (6888 m). A nyugati hegyvonulat tetőpontja a fönséges Jannu (7710 m), a lenyűgöző északi oldalával. Tiszta, felhőtlen időjárás esetén jól látható Dardzsilingből a Kabru északi (7338 m), és a déli (7316 m) csúcsa, valamint a Rathong (6678 m) hegy is jól kivehető. Az északi hegygerinc átmegy egy kisebb mellékcsúcson (Kancsendzönga észak, 7741 m), ezt követi a Twin Peaks és a Tent Peak, innen tovább a tibeti határ felé halad a Jongsong-La hágó (6120 m) irányába.

### Természetvédelem
Nepál ad otthont a WWF támogatásával működő KCAP programnak (Kancsendzönga Természetvédelmi Területi Program), amelyet a Nepáli Hegymászó Társaság is támogat. A Kancsendzönga Természetvédelmi Terület (angolul Kangchenjunga Conservation Area) területe 2035 km². Ezen a védett területen él a vörös panda, valamint sok más, elsősorban a havasi életformához alkalmazkodott állat- és növényfaj. A Kancsendzönga indiai oldalán található a Kancsendzönga Nemzeti Park.

## Történelem

### A név eredete
A Kancsendzönga nevének jelentése „a hó öt kincse”, utalva a hegycsoport öt csúcsára. A „kincsek” jelentése: arany, ezüst, drágakő, vetőmag és szent könyv. A helyi limbu nyelvben a Kancsendzöngát Sewalungmának is nevezik.
Bár a Kancsendzönga hivatalos nevét Douglas Freshfield, Alexander Kellas és a Brit Királyi Földrajzi Társaság alkotta meg, a hegy nevét számos más módon is ejtik, pl. Kangchen Dzö-nga, Khangchendzonga, Kanchenjanga, Kachendzonga, Kanchenjunga és Kangchanfanga alakban is előfordul. A végső változatot Tashi Namgyal csogyal (király), Szikkim korábbi uralkodója állapította meg: „…bár a »jungának« nincs jelentése a tibeti nyelvben, a valóságban Zod-ngának (kincs, öt) kellett volna lennie, de a Kang-Chen (hó, nagy) is helyes jelentést takar”. A J. L. R. Weir alezredessel való megbeszéléseket követően (aki az angol királynő, Viktória politikai megbízottja volt Szikkimben) egyetértett a Kancsendzönga elnevezéssel.

### Magassági eltérések
Egészen 1852-ig a Kancsendzöngát tartották a világ legmagasabb hegyének, de a William Lambton által megkezdett és George Everest által folytatott nagy háromszögelési felmérést követően visszacsúszott a harmadik helyre (ekkor lett a Csomolungma, illetve a K2 az első két helyezett.)
A különböző (térképi) források eltérően adják meg a Kancsendzönga pontos magasságát, 8598 és 8586 m között. Egy hivatalos nepáli térképen (M 1:50 000) az alacsonyabb magasságot adják meg.

### Előzetes kutatások és mászási kísérletek

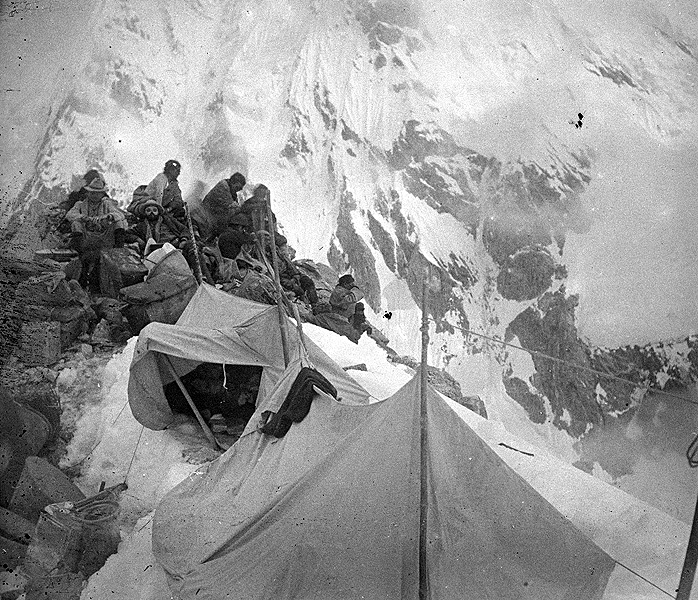
Az 1905-ös expedíció tábora

1854-ben Joseph Dalton Hooker angol botanikus fedezte föl Kelet-Nepál egy részét, ami addig ismeretlen volt az európaiak előtt.
1899-ben egy brit expedícióval Douglas Freshfield és egy olasz fényképész, Vittorio Sella voltak, akik körüljárták a hegyet és környékét, valamint elsőként megpillantották a Kancsendzönga nagy nyugati falát.
1905-ben a Kancsendzönga expedíció volt az első kísérlet a hegy meghódítására, s ennek vezetői Aleister Crowley és Jules Jacot-Guillarmod voltak, ám ez sikertelen volt, mert csak 6500 m-ig jutottak a hegy délnyugati oldalán. Ugyanebben az évben Alexis Pache hegymászó és három serpa egy lavinában halt meg.
1929-ben egy német expedíció Paul Bauer vezetésével elérte a 7400 m-es magasságot a hegy északkeleti kiszögellésénél, de visszafordulni kényszerültek egy öt napig tartó vihar miatt.

### Meghódítása
A Kancsendzönga első meghódítása George Band és Joe Brown nevéhez fűződik, mely 1955. május 25-én történt egy brit expedíció keretében. A brit expedíció tisztelte Szikkim lakosságának vallását, akik a csúcsot szentként tisztelik, s megálltak néhány méterre a tényleges csúcstól. A legtöbb sikeres csúcshódító (mászó) azóta is követi ezt a hagyományt.

### Magyar mászások
Erőss Zsolt és Kiss Péter a Magyarok a világ nyolcezresein expedíció keretében 2013 márciusában indult a csúcs megmászására, amelyet 2013. május 20-án el is ért. A feljutás azonban túl sok időt és energiát vett igénybe, és a két hegymászó nem tudott visszaereszkedni a 4. táborba. Május 22-én az expedíció vezetése sikertelen keresést követően eltűntnek nyilvánította őket.

## Turizmus
A Kancsendzönga indiai oldalán tilos a mászás, de alkalmanként engedélyezik. India felől nehéz megközelíteni a Kancsendzönga régiót, így nincs tömegturizmus ezen a területen, s emiatt a természet megtartotta érintetlen szépségét. A turisták körében nagyon népszerű a Goecha La hágó és környéke. A Kancsendzönga északkeleti oldalán található a 26 km hosszú Zemu gleccser.

## Kultúra
A hegyet a kirant vallásban szentnek tekintik.
Arthur Ransome Fecskék és Fruskák-sorozatában egy magas hegy a Kancsendzönga nevet kapja az azt 1931-ben megmászó gyerekektől.